# Robyn Johannes
Robyn Johannes (sinh ngày 23 tháng 6 năm 1986) là một hậu vệ bóng đá người Nam Phi và hiện tại cũng là đội trưởng của Cape Town City.

## Sự nghiệp quốc tế
Anh ra mắt quốc tế trong trận đấu tại Cúp COSAFA trước Seychelles vào ngày 26 tháng 2 năm 2005.